# アゴラ

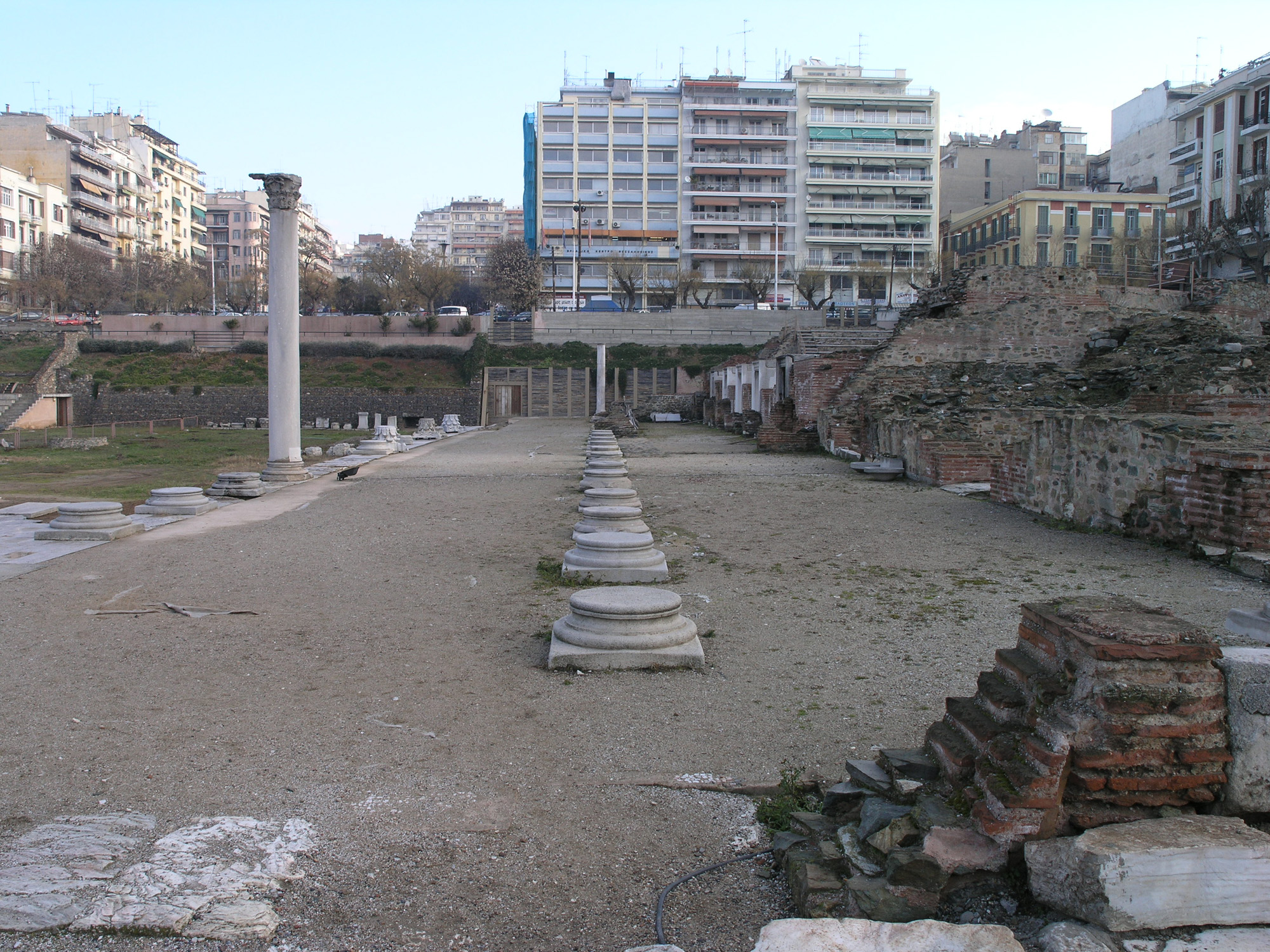
テッサロニキの古代アゴラの通廊

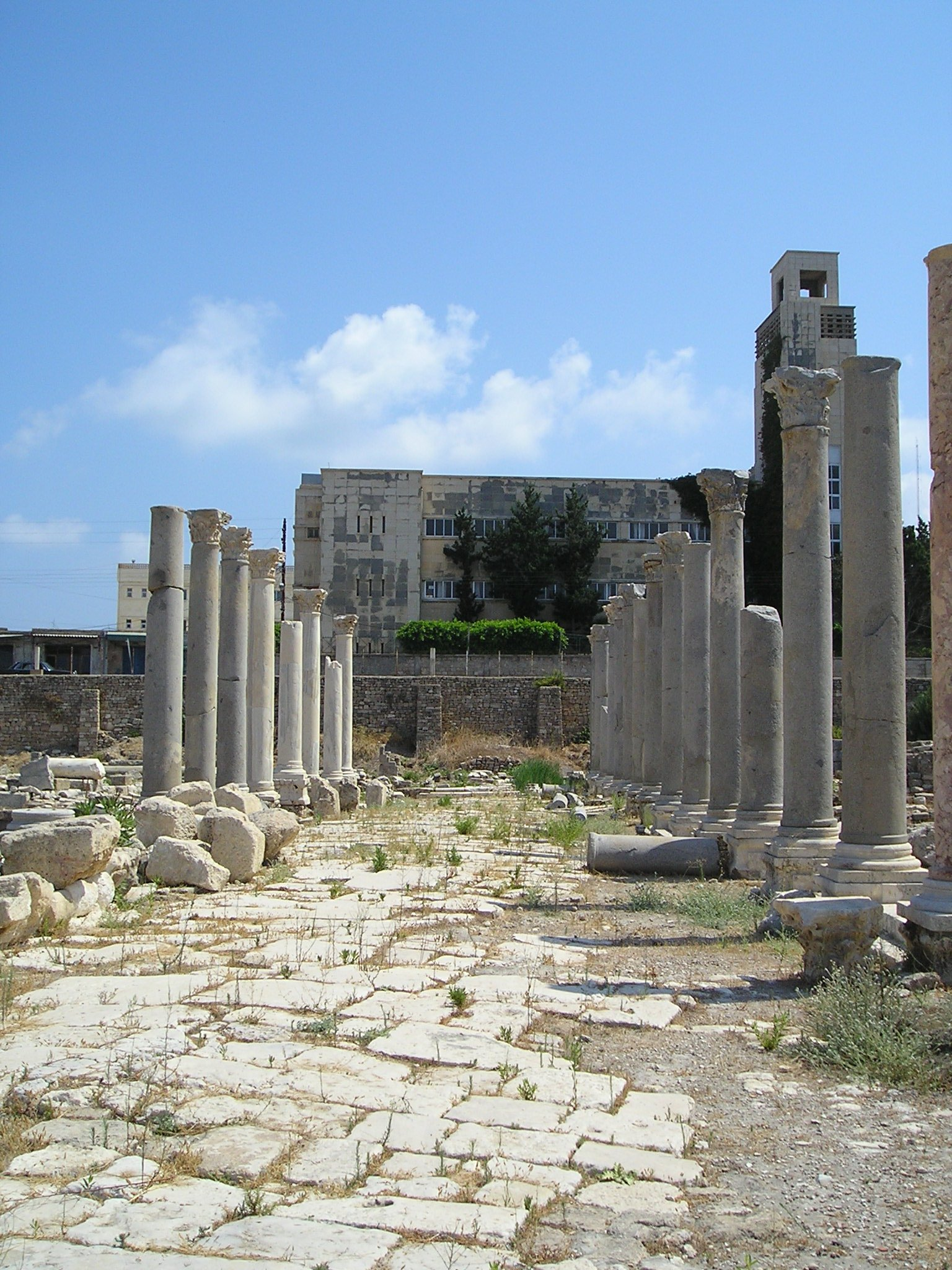
ティルスのアル・ミナー遺跡（ローマ時代のアゴラ）

アゴラ（古代ギリシャ語: Ἀγορά、Agorá）は、古代ギリシアの都市国家ポリスにおいて重要な公共空間として不可欠な場所である広場を指すギリシア語で、人が集まることから商取引も行なわれたため、市場としても機能した。ローマ時代のラテン語ではフォルムに相当する。
都市国家はアゴラと、要塞および神殿からなるアクロポリス（神聖な地区としての神域、崇拝の場）で構成される。
アゴラはまた、民会の開催場所でもあった。ヘシオドスも、『仕事と日』の中でアゴラという言葉を集会の場として用いている。
アゴラは、ミケーネ文明の崩壊の後にポリスと共に成立し、ホメーロス（紀元前8世紀後半頃?）の時代までには都市の一部として確立した。最も著名なアゴラはアテナイの古代アゴラで、アメリカ古典学研究所がロックフェラーからの資金援助を受けて発掘を行なった。